# Rajd Dakar 2006
Rajd Dakar 2006 (Rajd Paryż - Dakar 2006) – dwudziesta ósma edycja terenowego Rajdu Dakar, która odbyła się na trasie Lizbona - Dakar. W kategorii motocykli tryumfował Hiszpan Marc Coma, w samochodach - Francuz Luc Alphand, zaś w ciężarówkach - Rosjanin Władimir Czagin.

## Wyniki i klasyfikacja końcowa

### Motocykle
| Marc Coma     | 55:27.17  |
| Cyril Despres | + 1:13.29 |
| Giovanni Sala | + 2:29.48 |

### Samochody
| Luc Alphand        | 53:47.32  |
| Giniel de Villiers | + 0:17.53 |
| Nani Roma          | + 1:50.38 |

### Ciężarówki
| Władimir Czagin | 71:22.16  |
| Hans Stacey     | + 2:21.09 |
| Firdaus Kabirow | + 3:05.52 |